# Eséka
Eséka è un comune del Camerun, capoluogo del dipartimento di Nyong e Kéllé nella regione del Centro.